# NGC 1276
NGC 1276 – para gwiazd o jasności ok. 15m, znajdująca się w gwiazdozbiorze Perseusza. Skatalogował ją John Dreyer 12 grudnia 1876 roku jako obiekt typu „mgławicowego”.